# Lamassatum
Lamassatum (akad. Lamassatum, w transliteracji z pisma klinowego zapisywane la-ma-sà-tum) – małżonka króla Iszme-Dagana (ok. 1953–1935 p.n.e.) z I dynastii z Isin i matka jego następcy Lipit-Esztara (ok. 1934–1924 p.n.e.). Znane są dwa stożki gliniane z umieszczoną na nich jej inskrypcją, w której upamiętnione zostało wzniesienie przez nią E-maruru (sum. é.mar.uru5, tłum. „Dom potopu”), skarbca świątynnego dla bogini Inany w Isin. 